# Palazzetto dello Sport
Palazzetto dello Sport (pol. Mały Pałac Sportu) – późnomodernistyczna hala sportowa, zlokalizowana w Rzymie, pomiędzy Viale Tiziano, Via Pietro de Coubertin, a Via Nedo Nadi. 
Halę zbudowano na Letnie Igrzyska Olimpijskie rozgrywane w Rzymie w 1960. Była odpowiedzią na szybki rozwój ruchu olimpijskiego w latach powojennych i rosnące potrzeby adaptowania powierzchni w tym zakresie. Obiekt należy do najwybitniejszych realizacji rzymskich zawodów. Mieści 4000 widzów. 
Halę zaprojektowali w latach 1956–1957 Pier Luigi Nervi i Annibale Vitellozzi, autor dworca Termini w Rzymie. Według Antoniego Piskadło Mały Pałac Sportu jest najwybitniejszym dziełem w karierze Nerviego. 
Obiekt zrealizowano na planie koła i przekryto kopułą o średnicy 60 m. Opiera się ona na żelbetowych podporach w kształcie litery Y, przechylonych ku środkowi. Dużą część przestrzeni między podporami wypełnia szkło. Hala charakteryzuje się elegancją konstrukcji, lekkością i wyrafinowaniem. 
Na Palazzetto dello Sport wzorował się Jerzy Turzeniecki, projektując w 1974 zlokalizowaną w Poznaniu, halę Arena na 6000 osób.